# Jean Daillé
Jean Daillé ofwel Joannis Dallaei (Châtellerault, 6 januari 1594 – Charenton, 15 april 1670) was een Franse predikant, die wordt beschouwd als een van de grote verdedigers van de gereformeerde kerken in zijn tijd.
Nadat zijn vader en moeder op jonge leeftijd overleden, werd hij met de rest van het gezin (waarvan hij de oudste was) bij een oom van moederskant onder voogdij geplaatst. Die zorgde ervoor dat hij Latijn kon gaan studeren, waar zijn vader hem eigenlijk als zijn opvolger in het bedrijfsleven had aangewezen.
Hij werd op elfjarige leeftijd naar Poitou gestuurd om daar de eerste beginselen van de letterkunst en van het Latijn te leren. Van daaruit ging hij achtereenvolgens naar Poitiers, Châtellerault en eindelijk naar Saumur. Op 16-jarige leeftijd studeerde hij logica in Poitiers waar hij lessen volgde van de Schot Adamson. Later voltooide hij zijn studie in wetenschappen en andere delen van de filosofie in Saumur waar hij les kreeg van de beroemde professor Duncan.
Nadat hij enige tijd in Poitiers had gewoond, na het afronden van zijn studie, keerde hij begin 1612 terug naar Saumur om daar theologie te gaan studeren. In dat jaar maakte hij kennis met Philippe du Plessis-Mornay die hem in oktober van dat jaar verzocht om de voogdij van zijn twee kleinzonen op zich te nemen.
In die jaren heeft hij zeer vertrouwelijke omgang gehad met du Plessis. Die werd tevens beschouwd als de vader van de universiteit van Saumur. Hier hoorde hij dagelijks lessen van beroemde professoren die theologie doceerde in Saumur. Hieronder waren de professoren William Craig, Robert Boyd of Trochrig, Franciscus Gomarus, John Cameron en Samuel Bouchereau. Tevens had hij daar beroemde studiegenoten met wie hij een zeer hechte vriendschap onderhield, hieronder waren Louis Cappel en Moses Amyraut.
In het jaar 1619, aan het begin van de herfst, vertrok hij op reis met de twee kleinzonen van du Plessis. Door verschillende provincies reisden zij naar Genève. Vandaar gingen ze door Piëmont en Lombardije naar Venetië, waar ze de winter doorbrachten. Daar ontmoette hij ook regelmatig Paolo Sarpi, die een briefwisseling onderhield met du Plessis, door wie hij zeer warm was aanbevolen. Tijdens hun verblijf in Venetië werd de heer S. Germain, een van de kleinzonen van du Plessis, ernstig ziek, zodat hij uiteindelijk overleed.
Met behulp van Paolo Sarpi werd het lichaam naar Frankrijk getransporteerd, waarna Jean Daillé en de heer S. Hermine, de andere kleinzoon van du Plessis, hun reis vervolgden. Via Zwitserland en Duitsland reisden ze naar Nederland. Hier brachten ze de rest van het jaar 1620 door, voordat ze verder reisden om Engeland te bezochten, en ze hun reis eindelijk beëindigden in Forest-sur-Saivre  waar du Plessis toen woonde.
Deze vroeg in het jaar 1623 verlof om Jean Daillé het ambt in zijn huis uit te laten oefenen. Dit werd toegestaan, waarna du Plessis in november van datzelfde jaar overleed. Het daarop volgende jaar besteedde hij aan het uitgeven van de memoires van du Plessis in twee delen. Verder bleef hij predikant in Saumur in 1625 en 1626. Vanaf 1626 tot aan zijn dood heeft hij de gemeente van Charenton gediend (een district van Parijs).
Hij staat bekend om zijn apologetische werken waarop hij met name werd aangevallen door de jezuïet en katholieke priester van Charenton François Véron. Naast een aantal prekenbundels, o.a. over brieven van Paulus publiceerde hij een aantal verhandelingen over het calvinisme in het Frans en in het Latijn.